# Leptodermis potaninii
Leptodermis potaninii là một loài thực vật có hoa trong họ Thiến thảo. Loài này được Batalin mô tả khoa học đầu tiên năm 1898.